# Lợn vòi núi
Lợn vòi núi (danh pháp hai phần: Tapirus pinchaque) là một loài lợn vòi. Nó từng là loài nhỏ nhất trong số 5 loài lợn vòi, năm 2013, lợn vòi Kabomani được phát, hiện nay là loài lợn vòi nhỏ nhất. Lợn vòi núi cũng là loài duy nhất sinh sống hoang dã bên ngoài các rừng mưa nhiệt đới.
Lợn vòi núi được người nói tiếng Quechua nói tới như là sacha huagra, và những người nói tiếng Tây Ban Nha gọi như là danta cordillerana (lợn vòi núi) hay danta lanuda (lợn vòi lông xoăn) tại Colombia, danta negra (lợn vòi đen) tại Ecuador hoặc tapir de altura (lợn vòi sống trên cao) hay gran bestia (thú lớn) tại Peru.
Tên loài có nguồn gốc từ thuật ngữ "La Pinchaque", một con thú tưởng tượng được cho là sống trong cùng khu vực như lợn vòi núi.

## Hình dáng và đặc điểm chung
Lợn vòi núi dễ nhận ra nhờ bộ lông xoăn của nó (vì thế đôi khi được gọi là lợn vòi lông xoăn) và môi dưới màu trắng.
Lợn vòi núi có bộ lông đen xám tới nâu, thường phụ thuộc vào nơi chúng sống, và thường thì lông xung quanh má của chúng nhạt màu hơn.
Cá thể trưởng thành có chiều dài cơ thể có thể đạt 1,8 m (6 ft) và chiều cao đạt từ 0,75–1 m (2,5–3 ft). Trọng lượng cơ thể có thể đạt từ 150–225 kg. Con cái thường thì to lớn hơn con đực, nhưng cả hai giới nói chung không thể phân biệt theo kích thước. Giống như các loài lợn vòi khác, chúng có cái đuôi ngắn và mập cùng một chiếc vòi dài cơ động. Chúng có 4 ngón chân trên mỗi chân trước và 3 ngón trên mỗi chân sau.

## Vòng đời
Chu kỳ mang thai của lợn vòi núi dài khoảng 400 ngày, nói chung chỉ sinh một con dù đôi khi sinh nhiều hơn một con (rất hiếm). Lợn vòi núi con khi sinh ra nặng khoảng 7 kg (15 pao) và giống như mọi loài lợn vòi khác, có bộ lông nâu đỏ với các đốm và sọc trắng. Tuy nhiên, giống như cá thể trưởng thành, chúng có bộ lông xoăn để giúp chúng giữ ấm. Màu bộ lông của cá thể non sẽ mất dần đi sau khoảng 1 năm, gần trùng với khoảng thời gian chúng bị cai sữa. Lợn vòi núi đạt độ thuần thục sinh dục khi khoảng 3 năm tuổi và chúng có thể sống tới 30 năm.

## Tập tính
Khi ở trong bầy, lợn vòi núi liên lạc với nhau bằng những tiếng kêu có âm vực cao, và các con đực thỉnh thoảng đánh nhau để tranh giành con cái đang động hớn bằng cách cố gắng cắn vào chân sau của nhau. Nhưng nói chung thì lợn vòi núi thích sống đơn độc và nhút nhát, tiêu tốn nhiều thời gian vào việc sục sạo tìm kiếm thức ăn trên con đường riêng của chúng. Mặc cho kích thước to lớn, chúng đi lại dễ dàng qua các tán lá rậm rạp, lên các sườn đồi núi dốc trong môi trường sống của chúng, và trong nước, nơi chúng thường đằm mình và bơi. Lợn vòi núi chủ yếu hoạt động từ lúc mặt trời lặn tới lúc mặt trời mọc, sục sạo tìm kiếm các loại cay non để ăn, và chúng ngủ gần như suốt ban ngày. Khi cố gắng tiếp cận các cây cao, đôi khi chúng đứng lên bằng hai chân sau để sau đó cố gắng vặt cành hay lá non bằng chiếc mõm có thể cầm nắm được.Chúng cũng tìm các bãi liếm muối tự nhiên để thỏa mãn nhu cầu về khoáng chất thiết yếu. Mặc dù thị lực kém, nhưng vị giác và khứu giác phát triển tốt của chúng, cũng như các lông mẫn cảm trên vòi, đã bổ sung tốt cho thiếu hụt này.
Các con lợn vòi đực thường đánh dấu lãnh thổ của mình bằng các đống phân, nước tiểu và các vết cọ xát lên thân cây, các con cái đôi khi cũng có những hành vi như thế. Lãnh thổ của các cá thể thường là chồng lấn, với mỗi con có thể chiếm lĩnh trên 8 km² (3 dặm vuông Anh).

## Sinh thái
Lợn vòi núi được tìm thấy trong các rừng mây và páramo trong khu vực dãy núi Andes tại Colombia, Ecuador và miền bắc Peru. Tại Peru nó được bảo vệ trong Khu bảo tồn quốc gia Tabaconas Namballe. Loài này cần có một khoảng rộng liên tục rừng mây hay paramo, chứ không phải các mảng cô lập, để có thể nhân giống thành công và duy trì quần thể lành mạnh, và đây chính là rào cản lớn đối với các nhà bảo tồn đang cố gắng bảo vệ cho loài đang nguy cấp này. Lợn vòi núi sống trong khu vực có độ cao từ 1.950 tới 4.400 m (6.400 - 14.400 ft), và do ở những cao độ như vậy thì nhiệt độ thường xuống tới dưới điểm đóng băng của nước, nên bộ lông xoăn là cực kỳ thiết yếu cho chúng.
Trong mùa mưa, lợn vòi núi có xu hướng thích sống trong các khu rừng của dãy Andes, trong khi về mùa khô, chúng lại di chuyển sang các páramo, nơi có ít các loại côn trùng thích hút máu đến quấy phá chúng.

## Tình trạng loài

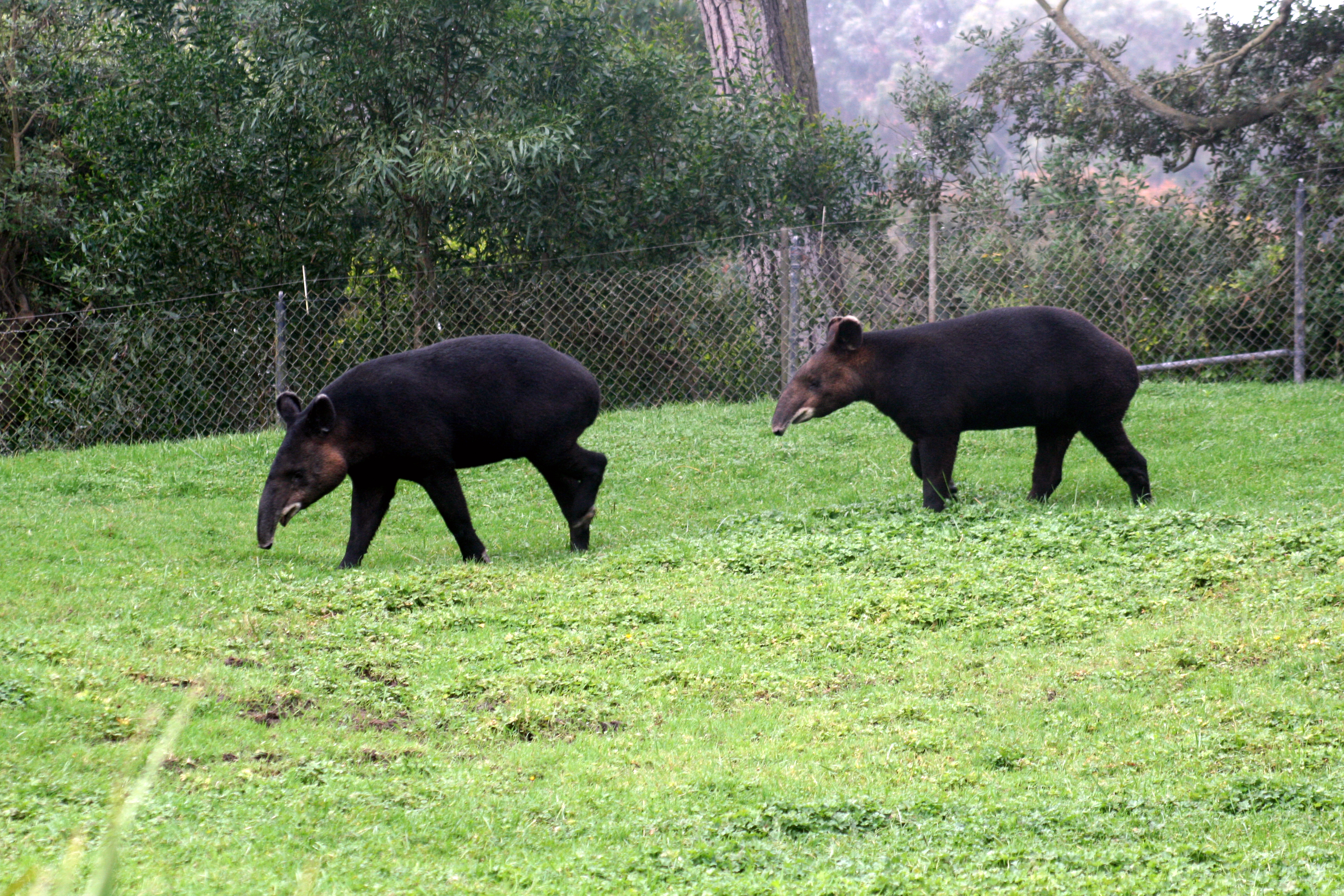
Hai con lợn vòi núi ở Vườn thú San Francisco, Hoa Kỳ

Lợn vòi miền núi là loài bị nguy cấp nhất trong số bốn loài lợn vòi. Theo IUCN năm 1996 thì lợn vòi núi là loài nguy cấp. Theo các nhà khoa học thì nó có thể bị tuyệt chủng vào năm 2014 nếu như con người không có chính sách, biện pháp bảo vệ. Hiện nay có lẽ chỉ còn khoảng 2.500 cá thể sinh sống hoang dã, làm cho các nhà khoa học càng thêm khó khăn trong việc nghiên cứu chúng. Cũng có rất ít các cá thể sống trong các vườn thú. Chỉ có một ít cặp nhân giống của loài này có trong nuôi nhốt trên khắp thế giới — tại vườn thú Los Angeles, vườn thú núi Cheyenne tại Colorado Springs và, vào năm 2006, tại vườn thú San Francisco. Tổng cộng chỉ có 9 cá thể nuoi nhốt là hậu duệ của 2 cá thể cha mẹ. Như thế nó có sự thiếu hụt đa dạng di truyền và có thể không là sự tốt đẹp cho sự tồn tại của chúng trong nuôi nhốt. Ba vườn thú đang nuoi giữ loài này dang phối hợp cùng nhau để đảm bảo cho các quần thể còn lại của lợnvoif núi hoang dã được bảo vệ. Trong tự nhiên, lợn vòi núi bị báo đốm Mỹ và báo sư tử săn bắt, nhưng sự chặt phá rừng cho các mục đích nông nghiệp và săn bắn trộm của con người mới là các mối đe dọa chính đối với loài này.

## Hình ảnh

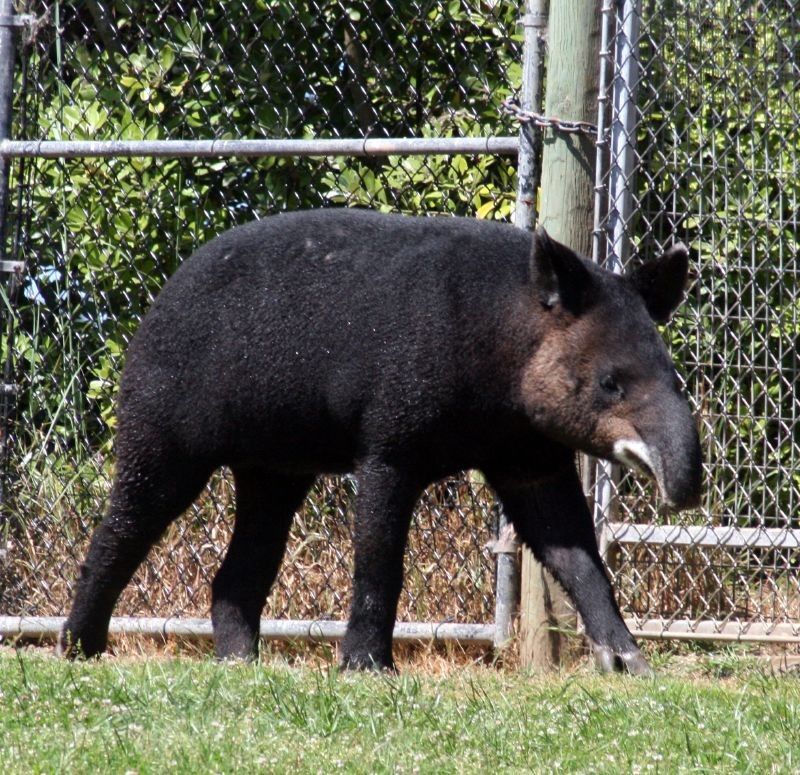
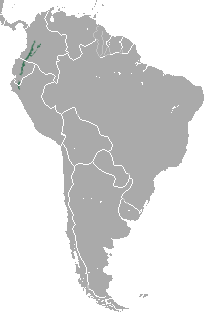
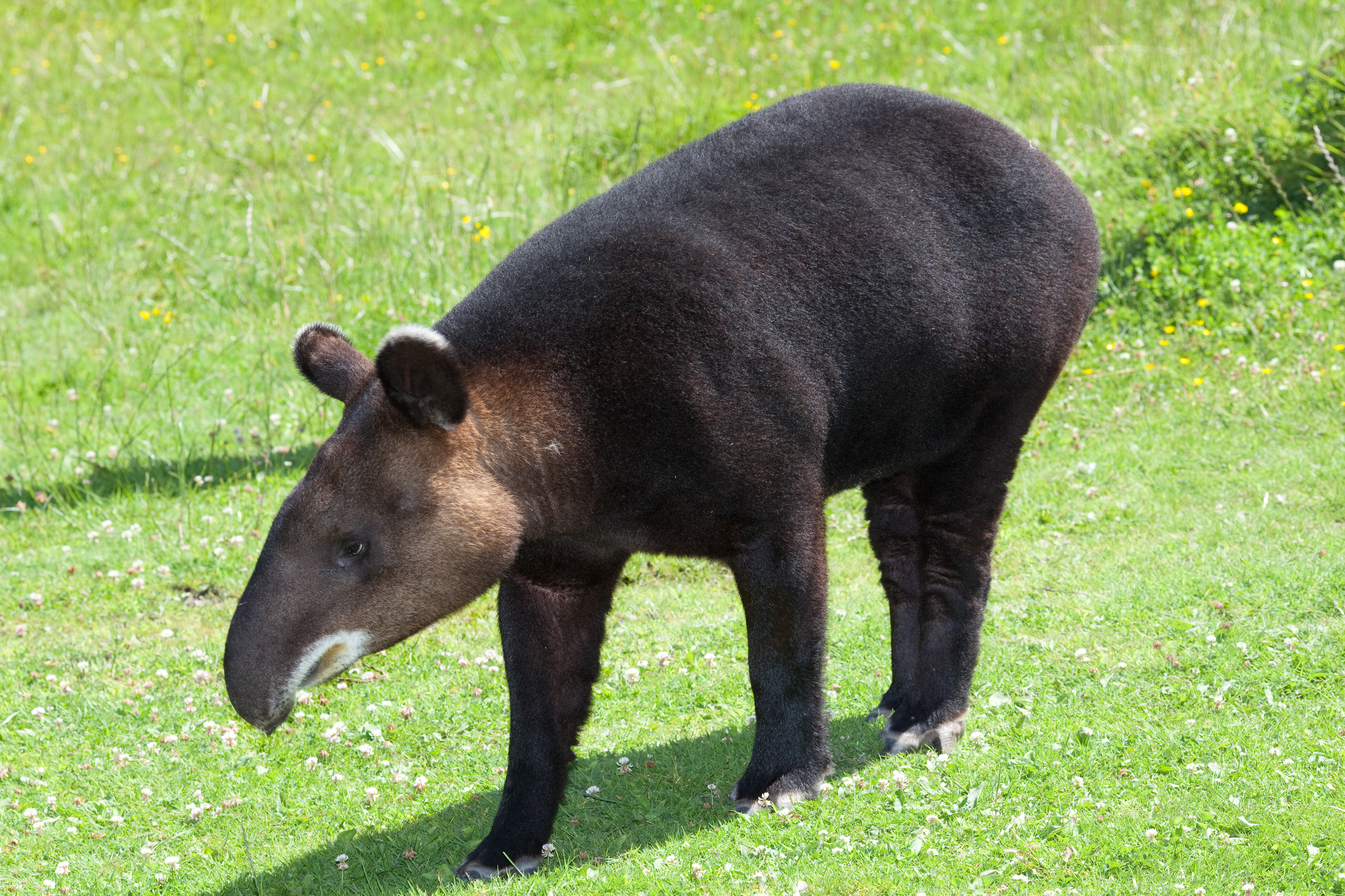
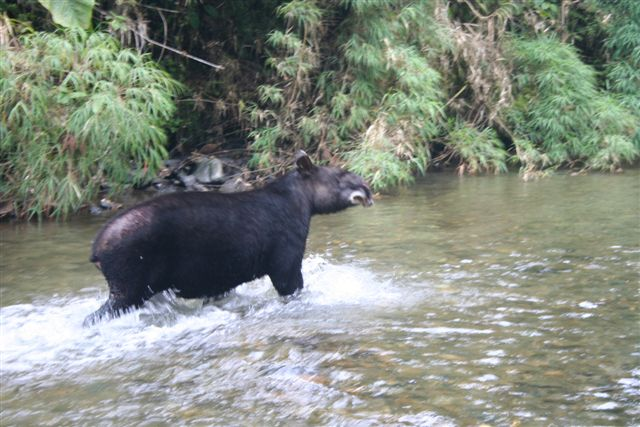

## Video
- Video - Lợn vòi núi tại vườn thú San Francisco